# Футболист на футболистите на България
Футболист на футболистите е годишна награда присъждана на най-добрия български футболист в българското първенство за сезона. Победителят се избира от футболистите от А и Б група, независимо от тяхната националност. Всеки от участниците гласува за трима футболисти, които получават по 1 т. При равенство в точките, по-предно място в анкетата ще получи играч на отбора с по-предно класиране.

## Сезон 2001/2002
Футболист на футболистите:
- Владимир Манчев – ЦСКА (София)

Най-добър млад футболист:
- Емил Гъргоров – ЦСКА (София)

Най-добър треньор:
- Ферарио Спасов – Литекс (Ловеч)

## Сезон 2002/2003
Футболист на футболистите:
- Велизар Димитров – ЦСКА (София)

Най-добър млад футболист:
- Емил Гъргоров – ЦСКА (София)

Най-добър треньор:
- Стойчо Младенов – ЦСКА (София)

## Сезон 2003/2004
Футболист на футболистите:
- Мартин Камбуров – Локомотив (Пловдив)

Най-добър млад футболист:
- Чавдар Янков – Славия (София)

Най-добър треньор:
- Едуард Ераносян – Локомотив (Пловдив)

## Сезон 2004/2005
Футболист на футболистите:
- Христо Янев – ЦСКА (София)

Най-добър млад футболист:
- Чавдар Янков – Славия (София)

Най-добър треньор:
- Миодраг Йешич – ЦСКА (София)

## Сезон 2005/2006
Футболист на футболистите:
- Даниел Боримиров – Левски (София)
- Станислав Ангелов – Левски (София)
- Димитър Телкийски – Левски (София)

Най-добър млад футболист:
- Валери Домовчийски – Левски (София)
- Цветан Генков – Локомотив (София)
- Ивелин Попов – Литекс (Ловеч)

Най-добър футболист в Западна Б група:
- Мирослав Манолов – Конелиано (Герман)
- Иван Гемеджиев – Рилски спортист (Самоков)
- Кирил Дяков – Конелиано (Герман)

Най-добър футболист в Източна Б група:
- Георги Христов – Марица (Пловдив)
- Траян Дянков – Спартак (Варна)
- Генко Славов – Спартак (Варна)

Най-добър треньор:
- Станимир Стоилов – Левски (София)
- Ясен Петров – Черно море (Варна)
- Люпко Петрович – Литекс (Ловеч)

Специални награди

Кавалер на честната игра – награда за спортсменство
- Христо Янев – ЦСКА

Награда за проявено мъжество и характер
- Добрин Орловски – Локомотив (Пловдив)

За принос към футболната игра
- Росен Кирилов – Литекс (Ловеч)

## Сезон 2006/2007
Футболист на футболистите:
- Христо Йовов – Левски (София)
- Цветан Генков – Локомотив (София)
- Станислав Ангелов – Левски (София)

Най-добър млад футболист:
- Валери Домовчийски – Левски (София)
- Ивелин Попов – Литекс (Ловеч)
- Николай Димитров – Левски (София)

Най-добър футболист в Западна Б група:
- Борислав Дичев – Видима-Раковски (Севлиево)
- Костадин Пилитов – Вихър (Горубляне)
- Веселин Стойков – Пирин Бл (Благоевград)

Най-добър футболист в Източна Б група:
- Любомир Любенов – Нафтекс (Бургас)
- Любомир Божинов – Нафтекс (Бургас)
- Шенер Ремзи – Черноморец (Бургас)

Най-добър треньор:
- Станимир Стоилов – Левски (София)
- Стефан Грозданов – Локомотив (София)
- Люпко Петрович – Литекс (Ловеч)

Специални награди

най-добър вратар: Георги Петков – Левски (София)

най-добър защитник: Валентин Илиев – ЦСКА (София)

най-добър полузащитник: Небойша Йеленкович – Литекс (Ловеч)

най-добър нападател: Тодор Колев – Славия (София)

Кавалер на честната игра – награда за спортсменство
- Красимир Димитров – Локомотив (Пловдив)

Награда за проявено мъжество и характер
- Ивайло Димитров – Етър (Велико Търново)

За принос към футболната игра
- Даниел Боримиров – Левски (София)

## Сезон 2007/2008
Футболист на футболистите:
- Георги Христов – Ботев (Пловдив)
- Велизар Димитров – ЦСКА (София)
- Марчо Дафчев – Локомотив (София)

Най-добър млад футболист:
- Николай Димитров – Левски (София)
- Иван Иванов – Локомотив (Пловдив)
- Александър Александров – Черно море (Варна)

Най-добър треньор:
- Стойчо Младенов – ЦСКА (София)
- Станимир Стоилов – Левски (София)
- Миодраг Йешич – Литекс (Ловеч)

Специални награди

Награда на публиката
- Велизар Димитров – ЦСКА (София)

Кавалер на честната игра – награда за спортсменство
- Даниел Боримиров – Левски (София)

Награда за проявено мъжество и характер
- Дормушали Саидходжа – Ботев (Пловдив)

За принос към футболната игра
- Христо Коилов – Локомотив (София)

## Сезон 2008/2009
Футболист на футболистите:
- Мартин Камбуров – Локомотив (София)
- Георги Иванов – Левски (София)
- Александър Александров – Черно море (Варна)

Най-добър млад футболист:
- Спас Делев – Пирин Бл (Благоевград)
- Иван Иванов – ЦСКА (София)
- Александър Тонев – ЦСКА (София)

Най-добър треньор:
- Станимир Стоилов – Литекс (Ловеч)
- Красимир Балъков – Черноморец Бургас (Бургас)
- Никола Спасов – Черно море (Варна)

Специални награди

За най-прогресиращ млад футболист
- Станислав Манолев – Литекс (Ловеч)

Кавалер на честната игра – награда за спортсменство
- Сливен 2000 (Сливен)

Награда за проявено мъжество и характер
- Ботев (Пловдив)

За принос към футболната игра
- Здравко Здравков – Славия (София)

## Сезон 2009/2010
Футболист на футболистите:
- Ивелин Попов – Литекс (Ловеч)
- Мартин Камбуров – Локомотив (София)
- Дока Мадурейра – Литекс (Ловеч)

Най-добър млад футболист:
- Исмаил Иса – Локомотив (Мездра)
- Спас Делев – ЦСКА (София)
- Даниел Златков – Миньор (Перник)

Най-добър треньор:
- Илиан Илиев – Берое (Стара Загора)
- Ангел Червенков – Литекс (Ловеч)
- Антон Велков – Миньор (Перник)

Специални награди

Кавалер на честната игра – награда за спортсменство
- Тодор Янчев – ЦСКА (София)

Награда за проявено мъжество и характер
- Александър Краев – Черно море (Варна)

За принос към футболната игра
- Радостин Кишишев – Литекс (Ловеч)

## Сезон 2010/2011
Футболист на футболистите:
- Дока Мадурейра – Литекс (Ловеч)
- Гара Дембеле – Левски (София)
- Спас Делев – ЦСКА (София)

Най-добър млад футболист:
- Александър Тонев – ЦСКА (София)
- Пламен Илиев – Левски (София)
- Георги Миланов – Литекс (Ловеч)

Най-добър треньор:
- Любослав Пенев – Литекс (Ловеч)
- Илиан Илиев – Берое (Стара Загора)
- Милен Радуканов – ЦСКА (София)

Специални награди

Футболист на феновете
- Гара Дембеле – Левски (София)

Откритие на сезона
- Тодор Христов – Берое (Стара Загора)

Кавалер на честната игра – награда за спортсменство
- Съдията Таско Тасков

Награда за проявено мъжество и характер
- Отборът на Пирин (Благоевград)

За цялостен принос към футболната игра
- Тодор Янчев – ЦСКА (София)

## Сезон 2011/2012
Футболист на футболистите:
- Жуниор Мораеш – ЦСКА (София)
- Емил Гъргоров – Лудогорец 1945 (Разград)
- Христо Янев – Литекс (Ловеч)

Най-добър млад футболист:
- Георги Миланов – Литекс (Ловеч)
- Пламен Илиев – Левски (София)
- Антон Карачанаков – ЦСКА (София)

Най-добър треньор:
- Димитър Димитров – Черноморец Бургас (Бургас)
- Стойчо Младенов – ЦСКА (София)
- Илиан Илиев – Берое (Стара Загора)

Специални награди

Кавалер на честната игра – награда за спортсменство
- Отборът на Черноморец Бургас (Бургас)

Награда за проявено мъжество и характер
- Дарин Тодоров – Шумен 2010 (Шумен)

За цялостен принос към футболната игра
- Христо Йовов – Левски (София)

## Сезон 2012/2013
Футболист на футболистите:
- Георги Миланов – Литекс (Ловеч)
- Иван Цветков – Ботев (Пловдив)
- Емил Гъргоров – Лудогорец 1945 (Разград)

Най-добър млад футболист:
- Тодор Неделев – Ботев (Пловдив)
- Симеон Славчев – Литекс (Ловеч)
- Илия Миланов – Литекс (Ловеч)

Най-добър треньор:
- Христо Стоичков – Литекс (Ловеч)
- Димитър Димитров – Черноморец Бургас (Бургас)
- Станимир Стоилов – Ботев (Пловдив)

Специални награди

Кавалер на честната игра – награда за спортсменство
- Отборът на Черноморец Бургас (Бургас)

За цялостен принос към футболната игра
- Станислав Ангелов – Левски (София)

Награда за най-футболна личност
- Любослав Пенев

## Призьори
| Сезон   | Футболист        | Отбор               | Позиция       |
| ------- | ---------------- | ------------------- | ------------- |
| 2001/02 | Владимир Манчев  | ЦСКА (София)        | нападател     |
| 2002/03 | Велизар Димитров | ЦСКА (София)        | атакуващ халф |
| 2003/04 | Мартин Камбуров  | Локомотив (Пловдив) | нападател     |
| 2004/05 | Христо Янев      | ЦСКА (София)        | атакуващ халф |
| 2005/06 | Даниел Боримиров | Левски (София)      | полузащитник  |
| 2006/07 | Христо Йовов     | Левски (София)      | нападател     |
| 2007/08 | Георги Христов   | Ботев (Пловдив)     | нападател     |
| 2008/09 | Мартин Камбуров  | Локомотив (София)   | нападател     |
| 2009/10 | Ивелин Попов     | Литекс (Ловеч)      | нападател     |
| 2010/11 | Дока Мадурейра   | Литекс (Ловеч)      | полузащитник  |
| 2011/12 | Жуниор Мораеш    | ЦСКА (София)        | нападател     |
| 2012/13 | Георги Миланов   | Литекс (Ловеч)      | полузащитник  |